# Episodi di Cuore e batticuore (quarta stagione)
La quarta stagione della serie televisiva Cuore e Batticuore è stata trasmessa negli Stati Uniti in prima visione dal 28 settembre 1982 al 10 maggio 1983 sulla ABC.
In Italia è andata in onda a partire dal 3 marzo 1984 dal lunedì al sabato in prima serata su Rai 2, senza mantenere completamente l'ordine cronologico originale degli episodi.
| n° | Titolo originale           | Titolo italiano                       | Prima TV USA      | Prima TV Italia |
| -- | -------------------------- | ------------------------------------- | ----------------- | --------------- |
| 1  | On a Bed of Harts          | Un letto da cinque milioni di dollari | 28 settembre 1982 | 3 marzo 1984    |
| 2  | With This Hart, I Thee Wed | Invito a nozze                        | 12 ottobre 1982   | 7 marzo 1984    |
| 3  | Million Dollar Harts       | Il banco salta                        | 19 ottobre 1982   | 5 marzo 1984    |
| 4  | Harts On Campus            | Ipnosi                                | 26 ottobre 1982   | 6 marzo 1984    |
| 5  | Harts at High Noon         | Sparatoria per turisti                | 9 novembre 1982   | 24 marzo 1984   |
| 6  | Harts' Desire              | Io sono Victoria Gregory              | 16 novembre 1982  | 8 marzo 1984    |
| 7  | Rich and Hartless          | Primo premio per Max                  | 23 novembre 1982  | 9 marzo 1984    |
| 8  | In the Hart of the Night   | Il mio regno per un leone             | 30 novembre 1982  | 10 marzo 1984   |
| 9  | One Hart Too Many          | Trappole per vedove                   | 7 dicembre 1982   | 27 marzo 1984   |
| 10 | A Christmas Hart           | Buon Natale dagli Hart                | 21 dicembre 1982  | 12 marzo 1984   |
| 11 | Hunted Harts               | Safari                                | 4 gennaio 1983    | 28 marzo 1984   |
| 12 | Emily By Hart              | Weekend a Santa Luisa                 | 11 gennaio 1983   | 13 marzo 1984   |
| 13 | Pounding Harts             | Alfer alla riscossa                   | 18 gennaio 1983   | 29 marzo 1984   |
| 14 | Chamber of Lost Harts      | Benvenuti in Perù                     | 1º febbraio 1983  | 14 marzo 1984   |
| 15 | Harts on the Scent         | Profumo pericoloso                    | 15 febbraio 1983  | 16 marzo 1984   |
| 16 | Bahama Bound Harts         | I due Loring Nichols                  | 22 febbraio 1983  | 17 marzo 1984   |
| 17 | As the Hart Turns          | Doctors Hospital                      | 1º marzo 1983     | 15 marzo 1984   |
| 18 | The Wayward Hart           | Sigaro mortale                        | 8 marzo 1983      | 19 marzo 1984   |
| 19 | A Change of Hart           | Scambio di persona                    | 22 marzo 1983     | 20 marzo 1984   |
| 20 | Hartstruck                 | Ti amo Jonathan                       | 12 aprile 1983    | 21 marzo 1984   |
| 21 | Too Close to Hart          | Vicini di casa                        | 3 maggio 1983     | 22 marzo 1984   |
| 22 | A Lighter Hart             | Dimagrire è un rischio                | 10 maggio 1983    | 23 marzo 1984   |